# Dendropaemon viridipennis
Dendropaemon viridipennis là một loài bọ cánh cứng trong họ Bọ hung (Scarabaeidae).